# Сан-Жозе-ду-Баррейру
Сан-Жозе-ду-Баррейру (порт. São José do Barreiro) — муниципалитет в Бразилии, входит в штат Сан-Паулу. Составная часть мезорегиона Вали-ду-Параиба-Паулиста. Входит в экономико-статистический микрорегион Бананал. Население составляет 4298 человек на 2006 год. Занимает площадь 570,629 км². Плотность населения — 7,5 чел./км².

## История
Город основан 9 марта 1859 года.

## Статистика
- Валовой внутренний продукт на 2003 составляет 19.677.241,00 реалов (данные: Бразильский институт географии и статистики).
- Валовой внутренний продукт на душу населения на 2003 составляет 4.655,13 реалов (данные: Бразильский институт географии и статистики).
- Индекс развития человеческого потенциала на 2000 составляет 0,727 (данные: Программа развития ООН).